# Lisa Herzog (Philosophin)

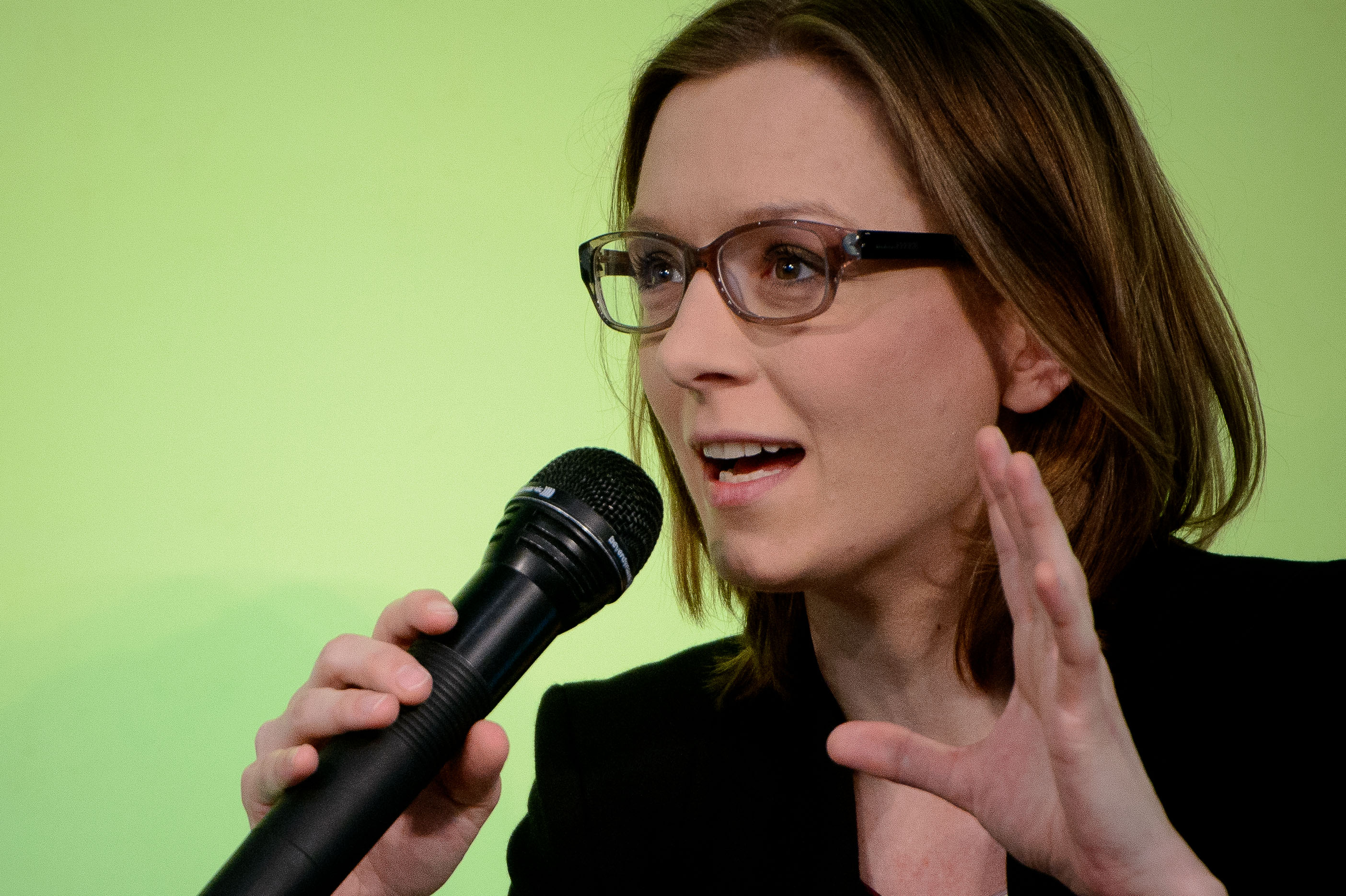
Lisa Herzog (2014)

Lisa Maria Herzog (* 17. Dezember 1983 in Nürnberg) ist eine deutsche Philosophin und Sozialwissenschaftlerin. Sie ist Professorin am Centre for Philosophy, Politics and Economics der Universität Groningen.

## Leben
Nach dem Abitur am Gymnasium Carolinum in Ansbach studierte Herzog mit einem Stipendium der Stiftung Maximilianeum von 2002 bis 2009 Volkswirtschaftslehre, Philosophie, Politikwissenschaft und Neuere Geschichte an der University of Oxford und an der Ludwig-Maximilians-Universität in München. 2011 promovierte sie in Oxford mit einer Arbeit über Märkte und politische Theorie im Denken von Adam Smith und Georg Wilhelm Friedrich Hegel. Die Arbeit wurde mehrfach ausgezeichnet, unter anderem mit dem Sir Ernest Barker Prize for Political Theory. 2012 erhielt sie den Ernst-Bloch-Förderpreis. Sie war 2011 wissenschaftliche Mitarbeiterin in Wirtschaftsethik an der TU München; anschließend bis 2013 wissenschaftliche Mitarbeiterin in Philosophie an der Universität St. Gallen. Ab 2013 forschte sie als Postdoc gemeinsam mit dem Philosophen Axel Honneth am Institut für Sozialforschung und am Exzellenzcluster Normative Ordnungen an der Johann Wolfgang Goethe-Universität Frankfurt am Main. Ab September 2014 war sie  am Stanford Center for Ethics in Society tätig. Von 2016 bis 2019 war sie Inhaberin der Professur für Political Philosophy and Theory der neu eingerichteten Hochschule für Politik München. Von 2018 bis 2019 war sie Mitglied des Direktoriums des Bayerischen Forschungsinstituts für Digitale Transformation (bidt).
Zum 1. Oktober 2019 wechselte sie auf eine Professur für Philosophie am Centre for Philosophy, Politics and Economics der Universität Groningen in die Niederlande. In ihrem 2019 veröffentlichten politischen Aufruf zur Rettung der Arbeit wendet sie sich gegen die im 21. Jahrhundert verstärkt aufkommenden Diskurse über dichotomische Entwicklungen der Arbeits- und Lebenswelt und die Vorstellung eines zukünftigen menschlichen Daseins ohne Arbeit.

## Auszeichnungen
- 2007: Rhodes Scholarship

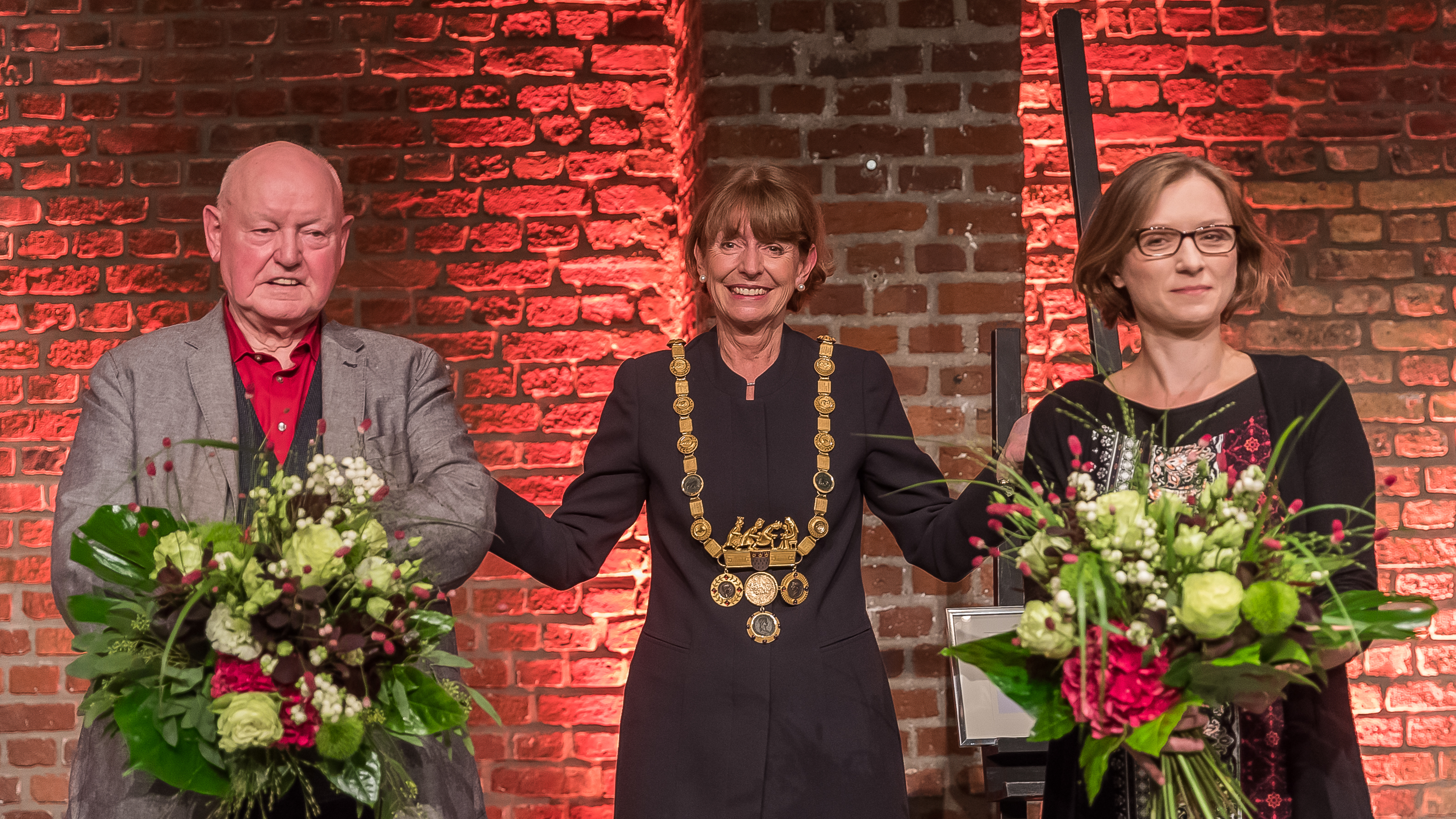
Verleihung des Hans-Böckler-Preises der Stadt Köln 2021 an Lisa Herzog und Konrad Gilges

- 2011: Sir Ernest Barker Prize der Political Studies Association für die beste Dissertation in Politischer Theorie
- 2012: Ernst-Bloch-Förderpreis der Stadt Ludwigshafen am Rhein
- 2017: Wahl in die Global Young Academy[8]
- 2019: Tractatus-Preis[9]
- 2019: Deutscher Preis für Philosophie und Sozialethik
- 2021: Hans-Böckler-Preis der Stadt Köln[10]
- 2022: Schader-Preis
- 2022: Regensburger Preis für Essayistik[11]
- 2025: Mitglied der Königlich Niederländischen Akademie der Wissenschaften

## Schriften
- mit Urs Büttner, Martin Gehring, Mario Gotterbarm & Matthias Hoch (Hrsg.): Potentiale der symbolischen Formen. Eine interdisziplinäre Einführung in Ernst Cassirers Denken. Mit einem Vorwort von Ernst Wolfgang Orth. Königshausen & Neumann, Würzburg 2011, ISBN 978-3-8260-4558-5.
- Inventing the Market. Smith, Hegel, and Political Theory. Oxford University Press, Oxford 2013, ISBN 0-19-967417-5.
  - deutschsprachige Übersetzung: Die Erfindung des Marktes. Smith, Hegel und die Politische Philosophie. Aus dem Englischen von Manfred Weltecke, Wissenschaftliche Buchgesellschaft, Darmstadt 2020, ISBN 978-3-534-27164-1.
  - Rezension von Luis Boscán auf der Website der London School of Economics, 22. August 2013.
  - Rezension von Jeffrey Church in Notre Dame Philosophical Reviews, Februar 2014.
- (Hrsg.): Hegel’s Thought in Europe: Currents, Crosscurrents, Countercurrents. Palgrave Macmillan, Houndsmill/Basingstoke 2013, ISBN 1-137-30921-0.
- Markets. In: Stanford Encyclopedia of Philosophy. 2013.
- Intersubjektive Sanktionen als normative Gründe. In: Eva Buddeberg & Achim Vesper (Hrsg.): Moral und Sanktion. Eine Kontroverse über die Autorität moralischer Normen. Campus-Verlag, Frankfurt/New York 2013, ISBN 978-3-593-39597-5.
- Freiheit gehört nicht nur den Reichen. Plädoyer für einen zeitgemäßen Liberalismus. Beck, München 2014, ISBN 978-3-406-65933-1; BpB, Bonn 2014, ISBN 978-3-8389-0442-9.
  - Lisa Herzogs Plädoyer für die Freiheit: Es lebe der Liberalismus, Rezension von Andreas Fanizadeh in der taz, 12. März 2014.
  - Plädoyer für einen «komplexen» Liberalismus: Die Bilanz der Freiheit, Rezension von Jan-Werner Müller in der Neuen Zürcher Zeitung, 5. August 2014.
- mit Axel Honneth (Hrsg.): Der Wert des Marktes. Ein ökonomisch-philosophischer Diskurs vom 18. Jahrhundert bis zur Gegenwart. Suhrkamp, Berlin 2014, ISBN 978-3-518-29665-3.
- Reclaiming the System. Moral Responsibility, Divided Labour, and the Role of Organizations in Society. Oxford University Press, Oxford 2018, ISBN 978-0-198-83040-5.
  - deutschsprachige Ausgabe: Das System zurückerobern. Moralische Verantwortung, Arbeitsteilung und die Rolle von Organisationen in der Gesellschaft, aus dem Englischen von Thorben Knobloch, wbg Academic, Darmstadt 2021, ISBN 978-3-534-27361-4.
- Die Rettung der Arbeit. Ein politischer Aufruf. Hanser Verlag, München 2019, ISBN 978-3-446-26206-5.
- Citizen Knowledge. Markets, Experts, and the Infrastructure of Democracy. Oxford University Press, Oxford 2023, ISBN 978-0-19768-17-18.
- The Democratic Marketplace. How a More Equal Economy Can Save Our Political Ideals. Harvard University Press, Cambridge, MA 2025, ISBN 978-0-67429-45-16.